# Henri Tonnet
« Tonnet » redirige ici. Pour l’article homophone, voir Taunay.
 (mai 2023).
Henri Tonnet, né le 13 février 1942 à Talence (Gironde), est un néo-helléniste français. Il est professeur émérite à la Sorbonne.

## Carrière
Agrégé de lettres classiques, et docteur ès lettres, il a enseigné au lycée Montesquieu de Bordeaux, à l'université Michel-de-Montaigne de Bordeaux, à Paris X-Nanterre, à l'Institut national des langues et civilisations orientales (Inalco) et à l'université Paris-Sorbonne (Paris-IV).
Il a dirigé le Centre d’études balkaniques de l’Inalco et l’Institut néo-hellénique de la Sorbonne. Il a été rédacteur en chef des Cahiers balkaniques et a fondé, avec Guy Saunier, la Revue des études néo-helléniques.

## Publications (liste partielle)
- Manuel d’accentuation grecque moderne, Paris, Klincksieck, 1984, 111 p.
- Recherches sur Arrien. Sa personnalité et ses écrits atticistes, Amsterdam, Hakkert, 1988, 591 et 441 p.
- Ιστορία της Νέας Ελληνικής Γλώσσας. (« Histoire de la langue grecque moderne »), Athènes, Papadimas, 1995
- Histoire du roman grec des origines à 1960, Paris, L'Harmattan, 1996 (trad. grecque, Athènes, Patakis, 2001)
- Méthode de grec moderne, volumes 1 et 2 (en collaboration avec Georgios Galanes), Paris, L'Asiathèque, 2001
- Études sur la nouvelle et le roman grecs modernes, Paris-Athènes, Daedalus, 2002
- Précis pratique de grammaire grecque moderne, Paris, L'Asiathèque, 2006, 320 p.  (ISBN 978-2-915-25530-0)
- Histoire du grec moderne, Paris, L'Asiathèque, 2010 et 2018 [1993], ouvrage remanié et mis à jour, 296 p.  (ISBN 978-2-360-57014-0)

- Dictionnaire français-grec moderne à l'usage des francophones, Paris, L'Asiathèque, 2016, 1152 p.  (ISBN 978-2-360-57069-0)
- L'accentuation grecque, Paris, Presses de l'INALCO, coll. « MéditerranéeS », 2018, 252 p. (ISBN 978-2-858-31242-9, lire en ligne)
- Méthode de grec moderne (Avec la collaboration de Georgios Galanes et de Marianthi Oikonomakou. Nouvelle édition entièrement remaniée), Paris, L'Asiathèque, 2018, 392 p. (ISBN 978-2-360-57088-1)
- La littérature grecque moderne, Paris, Classiques Garnier, 2022, 504 p.

### Direction d'ouvrages
- Henri Tonnet (Dir.), Autour du roman grec moderne : sept études, Paris, Hérodotos, 2006, 152 p.  (ISBN 2-911-85925-1)
- Mélanges en l'honneur du professeur Jacques Bouchard. Textes réunis et présentés par Henri Tonnet, Montréal, Del Busso, 2015, 284 p.

### Traductions
- Alexis Panselinos (en), La grande procession, traduit du grec par Henri Tonnet, Boulogne-Billancourt, Éd. du Griot, 1994, 390 p. (ISBN 978-2-907-21755-2)
- Grégoire Palaiologue, L’homme aux mille mésaventures - Ό Πολυπαθής, édition bilingue grec-français; texte établi, traduit et annoté par Henri Tonnet, Paris, L'Harmattan, 2000, 650 p. (roman paru en 1839)  (ISBN 978-2-738-49593-8)
- Alexis Panselinos, Zaïde ou Le chameau dans la neige, traduit du grec par Henri Tonnet, Paris, Gallimard, coll. « Du monde entier », 2001, 516 p.  (ISBN 978-2-070-75219-5)
- Christoforos Milionis, La nouvelle grecque [Genèse et évolution], traduction, bibliographie, index par Henri Tonnet, Paris, Publications LANGUES'O - Nefeli, 2004, 174 p.  (ISBN 978-9-602-11726-2)
- Kosmas Politis, Eroïca, traduit du grec par Henri Tonnet, Paris, Gingko, 2012, 302 p.  (ISBN 978-2-846-79100-7)
- Petros Martinidis, Reflets du destin, traduit du grec par Henri Tonnet, Paris, L'Harmattan, 2013, 215 p.  (ISBN 978-2-343-00167-8)
- Yannis Maris, Le quatrième suspect, édition bilingue grec-français; texte traduit par Henri Tonnet, Paris, L'Asiathèque, 2015, 136 p.  (ISBN 978-2-360-57053-9)